# Соотношение Хопфа — Бронштейна
Соотношение Хопфа — Бронштейна — в астрофизике зависимость температуры поверхности звезды от её эффективной температуры.

## Определение
В астрофизике звезду (например, Солнце) принято характеризовать эффективной температурой {\displaystyle T_{E}} — то есть температурой чёрного тела, имеющего те же размеры и такое же полное излучение, что и данная звезда. Величина {\displaystyle T_{E}} просто рассчитывается исходя из земных наблюдений. Существует, однако, зависимость температуры вещества звезды от (оптической) глубины h, разумеется, в рамках определённой физической модели:
{\displaystyle T(h)=T_{E}\left({\tfrac {3}{4}}[h+q(h)]\right)^{\frac {1}{4}}.}
Величина {\displaystyle q(h)} мало меняется и даётся решением определённого интегрального уравнения Милна. Численное значение {\displaystyle q(0)} даёт возможность по измеряемой на Земле величине {\displaystyle T_{E}} узнать истинную температуру поверхности звезды {\displaystyle T_{0}}. В 1929 году точное значение {\displaystyle q(0)=1/{\sqrt {3}}} вычислил советский физик-теоретик М. П. Бронштейн.
Соотношение Хопфа — Бронштейна определяет таким образом температуру на поверхности звезды:
{\displaystyle T_{0}=\left({\sqrt {3}}/4\right)^{\frac {1}{4}}T_{E}.}